# 프랑수아즈 바레시누시
프랑수아즈 바레시누시(프랑스어: Françoise Barré-Sinoussi, 1947년 7월 30일 ~ )는 프랑스의 바이러스학자이다. 2015년까지 프랑스 파리의 파스퇴르 연구소(Pasteur Institute)에서 Regulation of Retroviral Infections Division의 감독자를 겸임하였으며, 2012년도에 International AIDS Society의 수장이 되었다. 또한 그녀는 HIV를 발견한 1980년도부터 지금까지 개발도상국에 대하여 기초과학 연구와 의학 발전에 기여하고 있다.
그리고 그녀는 인간의 면역결핍증(AIDS)을 일으키는 HIV를 발견한 공로로 2008년 노벨 생리학·의학상을 수상하였다. (공동 수상자 : 하랄트 추어 하우젠, 뤽 몽타니에)

## 학술 경력

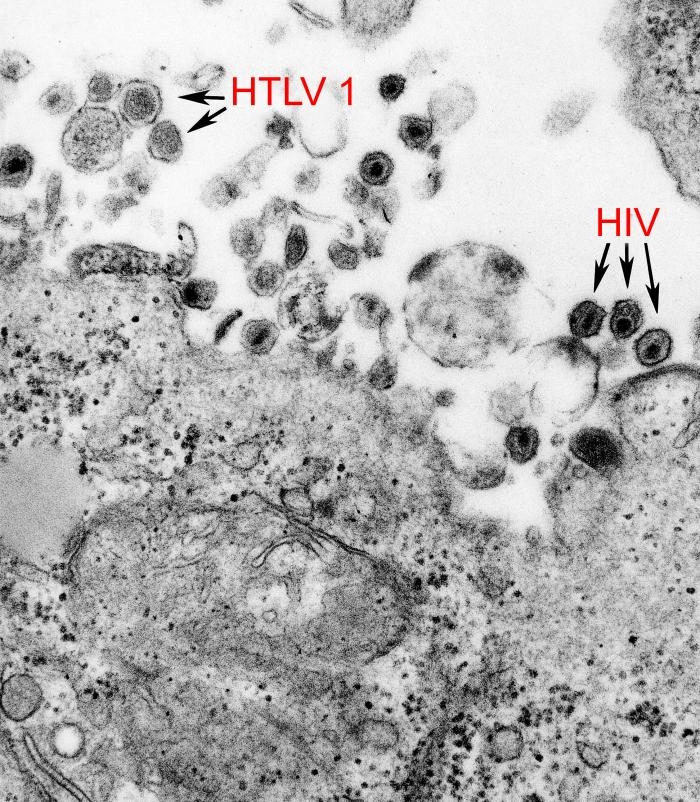
인간 T-림프친화 바이러스 1형(HTLV-1)과 인간 면역결핍 바이러스(HIV).

바레시누시는 1970년대 초 파리의 파스퇴르 연구소에 합류하였다. 그는 1975년 박사 학위를 받았으며, 파스퇴르 연구소에 돌아가기 전까지 미국 국립 보건원에서 인턴직을 수행하였다. 바레시누시의 연구 대상은 특정 바이러스군인 레트로바이러스로 빠르게 바뀌었다. 그는 이 분야의 지식으로 뤽 몽타니에와 함께 1983년 HIV를 발견하였고, 바이러스를 혈액에서 분리하는 데 성공하였다. 이 발견은 이 질병의 확산을 통제하는 데 도움이 되는 진단 검사가 시급하게 필요함을 보여주었다.
| “ | (1983년 에이즈 바이러스를 발견한 순간 어떤 기분이었나?) 연구는 긴 시간에 걸쳐 결과가 드러나기 때문에 순간이라고 말하긴 어렵다. 내가 발견한 바이러스가 에이즈의 원인이라는 걸 알았을 땐 그것이 인류에 위험한 질병이라는 걸 몰랐다. 에이즈는 1984~85년에야 감염성 높은 질병이라는 게 알려졌다. | ” |
|   | — 프랑수아즈 바레시누시 |   |

바레시누시는 1988년 파스퇴르 연구소에서 자신의 실험실을 시작하였다.
바레시누시의 최근의 많은 연구 기여는 바이러스 감염에 대한 적응 면역 반응의 다양한 측면, HIV/AIDS 통제에 있어 숙주의 선천적인 면역 방어의 역할, 어머니-자녀 간 HIV 전염 관련 요인, 항레트로바이러스 약물 없이 HIV 복제를 제한하는 정예 억제자 및 제어자로 알려진 소수의 HIV 양성 환자를 허용하는 특성 연구 등이 있다. 그는 240편의 과학 출판물의 공저자로 참여하였으며, 250회가 넘는 국제 회의에 참석하였고, 다수의 젊은 연구원을 교육하였다.
바레시누시는 파스퇴르 연구소의 여러 과학 단체와 위원회를 비롯해 프랑스 국가 에이즈 연구 기관과 같은 다른 에이즈 조직에 적극적으로 기여해왔다. 또한 그는 국제적인 수준으로 WHO, UNAIDS-HIV와 같은 기관에 고문 역으로 관여해왔다.
1980년대부터 바레시누시는 개발도상국과의 협력을 시작하며 여러 분야에 걸친 조직망을 헌신적으로 관리하였다. 그는 예방과 임상 진료, 치료 분야의 구체적 개선을 달성하기 위한 목적으로 기초 연구와 임상 연구의 영속적인 연결을 수립하고자 끊임없이 노력하고 있다.
2009년, 그는 에이즈 위기에서 콘돔이 가장 효과가 없다는 교황 베네딕토 16세의 주장에 항의하고자 공개 서한을 보냈다.
2012년 7월 바레시누시는 국제 에이즈 학회의 회장이 되었다.

## 수상
바레시누시는 뤽 몽타니에와 함께 HIV를 공동 발견한 업적으로 2008년 노벨 생리의학상을 수상하였다. 자궁경부암 바이러스 원인을 발견해 HPV 백신 개발을 이끈 하랄트 추어 하우젠도 공동 수상하였다.
노벨상을 포함해 바레시누시가 받은 상은 다음과 같다.
- 소백 상
- 쾨르버 유럽 과학상
- 프랑스 과학 아카데미 상(Académie des sciences)
- 킹 파이잘 국제상
- 국제 에이즈 학회상[13]

바레시누시는 2006년 레지옹 도뇌르 훈장의 오피시에로 지명되었으며, 2009년에 코망되르로 승진하였다. 2013년에는 그랑도피시에의 영예를 얻었다.
2009년 5월에 그는 툴레인 대학교로부터 명예 이학 박사 학위를 수여받았으며, 2014년 7월 뉴사우스웨일스 대학교로부터 명예 의학 박사 학위를 수여받았다.

## 같이 보기
- 여자 노벨상 수상자 목록